# Référentiel synchrone
En relativité générale, un référentiel synchrone (ou référentiel comobile, système de coordonnées normales de Gauss) est un référentiel de l'espace-temps où la coordonnée temporelle est le temps propre en tout point de l'espace. Le choix d'un tel référentiel est toujours possible, et il y a une infinité de possibilités.
De manière précise, la métrique de l'espace-temps dans un référentiel synchrone est de la forme {\displaystyle ds^{2}=c^{2}.dt^{2}-\gamma _{\alpha \beta }.dx^{\alpha }.dx^{\beta }}, où {\displaystyle \alpha ,\beta \in \{1;2;3\}}.
Les lignes de temps dans un référentiel synchrone sont des géodésiques de particules d'épreuves : chaque point de l'espace est en chute libre comme une particule d'épreuve sous l'effet de la gravitation. Par contre, la matière pesante ne peut pas être stationnaire dans ce référentiel, sauf particule d'épreuve et « matière très finement dispersée sans interaction mutuelle ».
La synchronisation de toutes les horloges d'un tel référentiel est possible, contrairement au cas général.
Des contradictions géométriques sont inhérentes aux référentiels synchrones : des lignes de temps se croisent car elles correspondent à des trajectoires de chutes libres de particules d'épreuves. Mais ce ne sont pas des contradictions physiques car la réalité physique ne se limite pas à la présence de la gravitation pour la matière, et l'existence d'une simple pression de matière les élimine.
Un exemple de tel référentiel est donné par un choix de métrique adapté à l'étude de la cosmologie dans le cadre du modèle standard de la cosmologie : l'hypothèse d'homogénéité de l'espace donne la métrique de Friedmann-Lemaître-Robertson-Walker.